# 五島市鬼岳天文台
五島市鬼岳天文台（ごとうしおんだけてんもんだい）は、長崎県五島市上大津町、鬼岳中腹にある公開天文台である。

## 概要
1991年（平成3年）開設。
2004年8月の市町村合併により、旧称福江市鬼岳天文台から現名称に改名された。
2007年9月2日には高知工科大学・JAXAほかの共同による熱圏風測定の地上観測に参加した。
2009年には世界天文年2009に参加した。

## 施設・機器
- 口径60 cmニュートン式反射望遠鏡
- 口径10 cm屈折望遠鏡（蛍石レンズ使用）
- 研修室（100インチスクリーン）

## 開館日時
- 開館時間: 18:00 - 22:00（入場無料、観望有料、完全予約制）
- 予約受付時間: 当日17:00まで
- 休館日: 12月29日 - 1月3日

国道を挟んで隣接する「鬼岳四季の里」で予約を受け付けている。

## アクセス
- 福江港より車で15分、福江空港より車で5分。
- 駐車場: 無料、大型バス可、普通車100台。